# HLN (chaîne de télévision)
Pour les articles homonymes, voir HLN.
HLN, connue à l'origine sous le nom CNN2, puis CNN Headline News, est une chaîne de télévision d'information en continu américaine. Créée par CNN et lancée le 1er janvier 1982, elle appartient à Warner Bros. Discovery.
La chaîne a été structuré à l'origine pour disposer d'un bulletin d'info formaté de 30 minutes qui a été rediffusé toutes les demi-heures, 24 heures par jour, avec des informations récemment mises à jour qui couvraient brièvement divers domaines d'intérêt (tels que les nouvelles nationales, les sports, le divertissement, le temps et le business). Depuis 2005, la chaîne s'oriente vers un format plus à l'image de ses principales concurrentes du câble que sont CNN, MSNBC et Fox News, avec la programmation d'émissions d'opinion, au format long, animées par des journalistes vedettes. La chaîne se distingue toutefois de ses concurrentes par ses choix éditoriaux : elle ne traite principalement que d'actualité people et locale.
À partir de juillet 2015, HLN est disponible pour environ 97 millions de ménages américains (83,4 % des ménages ayant au moins un téléviseur) aux États-Unis, ce qui en fait le réseau de câblodistribution américain le plus distribué. Depuis le milieu des années 2000, HLN a été disponible à l'international sur le câble et le satellite dans certaines régions d'Asie, des Caraïbes, d'Amérique du Sud, du Moyen-Orient, d'Afrique du Nord et au Canada.

## Programmation
Émissions actuelles
- Morning Express with Robin Meade, diffusée de 6 à 12 heures, animée par Robin Meade.
- Jane Velez-Mitchell, diffusée de 19 à 20 heures, animée par Jane Velez-Mitchell.
- Nancy Grace, diffusée de 20 à 21 heures, animée par Nancy Grace.
- Dr Drew, diffusée de 21 à 22 heures, animée par le médecin Drew Pinsky.

Anciennes émissions
- Glenn Beck, diffusée de 19 à 20 heures, animée par Glenn Beck.
- The Joy Behar Show, diffusée de 21 à 22 heures, animée par Joy Behar.